# Roc Oliva i Isern
Roc Oliva i Isern (Barcelona, 18 de juliol de 1989) és un jugador d'hoquei sobre herba català, guanyador d'una medalla olímpica. És germà de la també jugadora d'hoquei sobre herba Georgina Oliva.
Amb 19 anys va participar en els Jocs Olímpics d'Estiu de 2008 realitzats a Pequín (República Popular de la Xina), on va aconseguir guanyar la medalla de plata en la competició masculina d'hoquei sobre herba. Posteriorment va participar en els Jocs de 2012, 2016 i 2020, aconseguint un diploma olímpic en totes les edicions. Al llarg de la seva carrera ha guanyat una medalla en el Campionat d'Europa d'hoquei sobre herba.
A nivell de clubs es formà a l'Atlètic Terrassa Hockey Club, amb qui guanyà dos Campionats de Catalunya (2010, 2011), una Copa del Rei (2010) i sis lligues (2007, 2009-2012, 2017). El 2012 fitxà per l’Amsterdam i retornà a l'Atlètic Terrassa l'any 2015. Des del 2018 jugà amb el RC Polo de Barcelona.